# Desastre de la vida marina al Vietnam de 2016
La catàstrofe marina del Vietnam de 2016 (conegut també com l'incident de Formosa) va ser una crisi de contaminació de l'aigua que va afectar les províncies de Hà Tĩnh, Quảng Bình, Quảng Trị i Thừa Thiên-Huế, al centre del Vietnam.

## Fets
Van aprèixer cadàvers de peixos a les platges de la província de Hà Tĩnh des d'almenys el 6 d'abril de 2016. Posteriorment, es va trobar un gran nombre de peixos morts a la costa de Hà Tĩnh i altres tres províncies (Quảng Bình, Quảng Trị i Thừa Thiên-Huế) fins al 18 d'abril de 2016. Formosa Ha Tinh Steel, una planta siderúrgica construïda per l'empresa de la República de la Xina (Taiwan) Formosa Plastics, va abocar il·legalment residus industrials tòxics en l'oceà a través de canonades de drenatge. Després de negar la seva responsabilitat durant mesos, Formosa va acceptar la seva responsabilitat per la mort dels peixos el 30 de juny de 2016.

## Conseqüències
La massiva mort de peixos va provocar una sèrie de protestes de ciutadans vietnamites en algunes ciutats l'1 de maig de 2016, reclamant un medi ambient més net i exigint transparència en el procés de recerca. En la repressió d'aquestes protestes, les autoritats van detenir els periodistes Nguyễn Văn Hoá i Lê Đình Lượng. El primer fou acusat de propaganda antiestatal i fou sentenciat a set anys de presó mentre que el segon, Lê Đình Lượng, fou acusat de dur a terme «activitats que intenten enderrocar a l'Estat» i fou sentenciat a 20 anys de presó i 5 d'arrest domiciliari.
Més de 100 tones de cadàvers de peixos havien arribat a les costes de quatre províncies centrals del Vietnam. Això va suposar grans pèrdues econòmiques, només en la província de Quảng Bình, el govern local va xifrar en 5,2 milions de dòlars de pèrdues pels pescadors, a més, del fort impacte en la indústria del turisme, ja que gairebé el 30% dels turistes van cancel·lar els seus viatges previstos a les províncies afectades per a la temporada de vacances nacionals que comença el 30 d'abril.